# Себастьян Рівера
Себастьян Рівера (англ. Sebastian Rivera; нар. 27 серпня 1998, Томс-Рівер, Нью-Джерсі) — пуерториканський борець вільного стилю, срібний призер чемпіонату світу, срібний та бронзовий призер Панамериканських чемпіонатів, чемпіон Центральноамериканських і Карибських ігор, бронзовий призер Олімпійських ігор.

## Життєпис
Виступав за Ратґерський університет.

## Спортивні результати на міжнародних змаганнях

### Виступи на Олімпіадах
| Змагання                    | Збірна      | Вагова категорія          | Місце  |
| --------------------------- | ----------- | ------------------------- | ------ |
| Літні Олімпійські ігри 2024 | Пуерто-Рико | вільна боротьба, до 65 кг | Бронза |

### Виступи на Чемпіонатах світу
| Змагання                        | Збірна      | Вагова категорія          | Місце  |
| ------------------------------- | ----------- | ------------------------- | ------ |
| Чемпіонат світу з боротьби 2021 | Пуерто-Рико | вільна боротьба, до 65 кг | 7      |
| Чемпіонат світу з боротьби 2022 | Пуерто-Рико | вільна боротьба, до 65 кг | 5      |
| Чемпіонат світу з боротьби 2023 | Пуерто-Рико | вільна боротьба, до 65 кг | Срібло |

### Виступи на Панамериканських чемпіонатах
| Змагання                                   | Збірна      | Вагова категорія          | Місце  |
| ------------------------------------------ | ----------- | ------------------------- | ------ |
| Панамериканський чемпіонат з боротьби 2021 | Пуерто-Рико | вільна боротьба, до 65 кг | 5      |
| Панамериканський чемпіонат з боротьби 2022 | Пуерто-Рико | вільна боротьба, до 65 кг | Срібло |
| Панамериканський чемпіонат з боротьби 2023 | Пуерто-Рико | вільна боротьба, до 65 кг | Бронза |

### Виступи на Центральноамериканських і Карибських іграх
| Змагання                                     | Збірна      | Вагова категорія          | Місце  |
| -------------------------------------------- | ----------- | ------------------------- | ------ |
| Центральноамериканські і Карибські ігри 2023 | Пуерто-Рико | вільна боротьба, до 65 кг | Золото |

### Виступи на інших змаганнях
| Змагання                                                    | Країна      | Вагова категорія          | Місце  |
| ----------------------------------------------------------- | ----------- | ------------------------- | ------ |
| Міжнародний меморіал Білла Фаррелла 2016                    | США         | вільна боротьба, до 57 кг | 7      |
| Міжнародний меморіал Дейва Шульца 2017                      | США         | вільна боротьба, до 57 кг | 9      |
| Олімпійський кваліфікаційний турнір з боротьби 2020 (Софія) | Пуерто-Рико | вільна боротьба, до 65 кг | 22     |
| Меморіал Маттео Пелліконе 2022                              | Пуерто-Рико | вільна боротьба, до 65 кг | Золото |
| Гран-прі Іспанії з боротьби 2022                            | Пуерто-Рико | вільна боротьба, до 65 кг | Золото |
| Відкритий чемпіонат Загреба з боротьби 2023                 | Пуерто-Рико | вільна боротьба, до 65 кг | 14     |
| Турнір Ібрагіма Мустафи 2023                                | Пуерто-Рико | вільна боротьба, до 65 кг | 5      |
| Відкритий чемпіонат Загреба з боротьби 2024                 | Пуерто-Рико | вільна боротьба, до 65 кг | 5      |